# Kittling

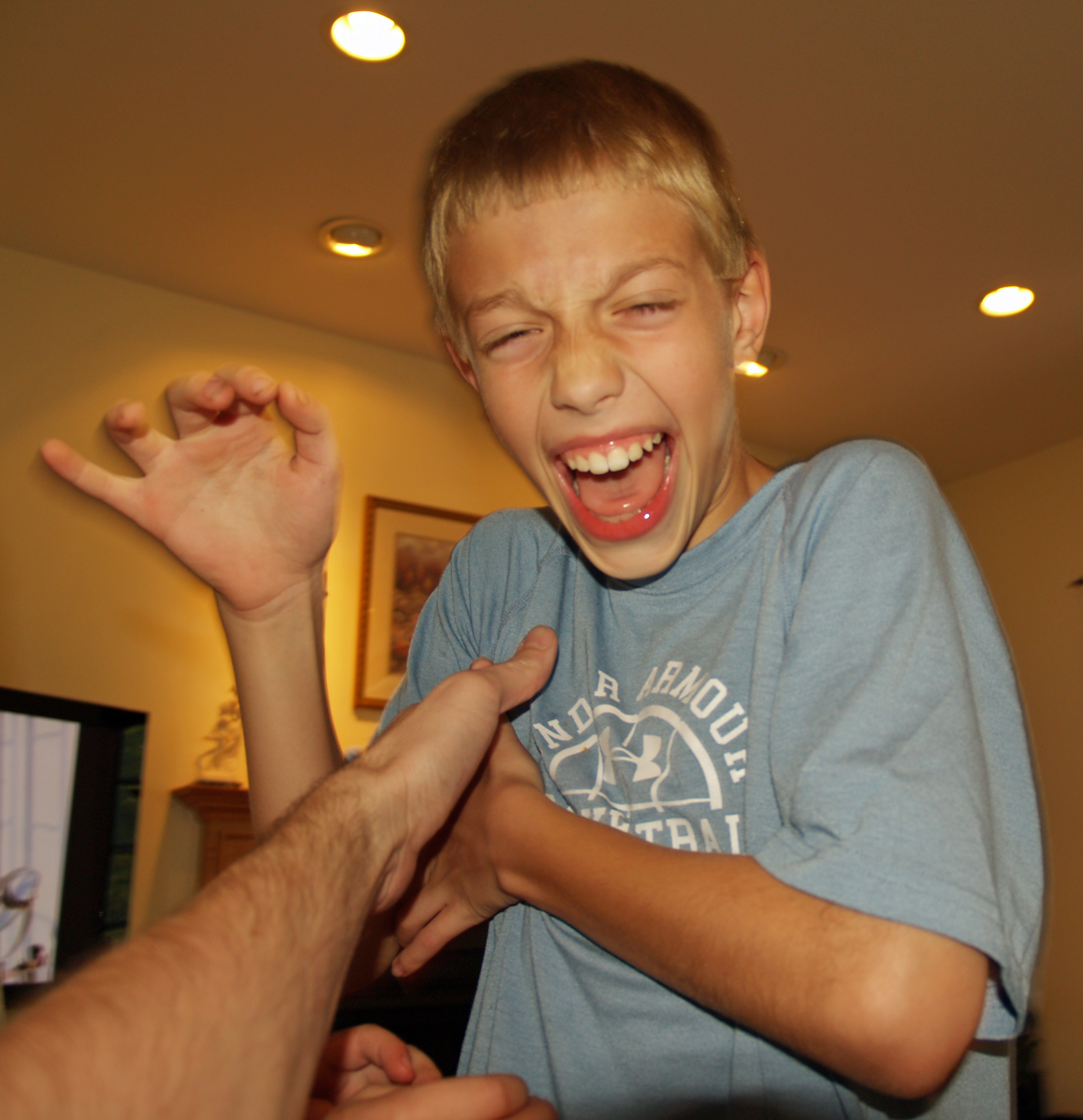
Ett barn blir kittlat.

Kittling är lätt beröring som får känselsystemet att förnimma klåda.
Man brukar skilja mellan två typer av kittling. Det är dels den lätta knismesis, som skapar en svag förnimmelse, dels den kraftigare gargalesis som framkallar skrattreflexer.
Att idogt kittla någon trots att personen säger stopp är en form av övergrepp; skrattreflexen är ofrivillig och ska inte förväxlas med ett gillande av handlingen. Kittlande av barn trots att de vill undvika det hela har på senare år kopplats samman med en sänkt kroppsintegritet.
Kittling kan också användas som kittlingstortyr.